# Šalvěj rakouská

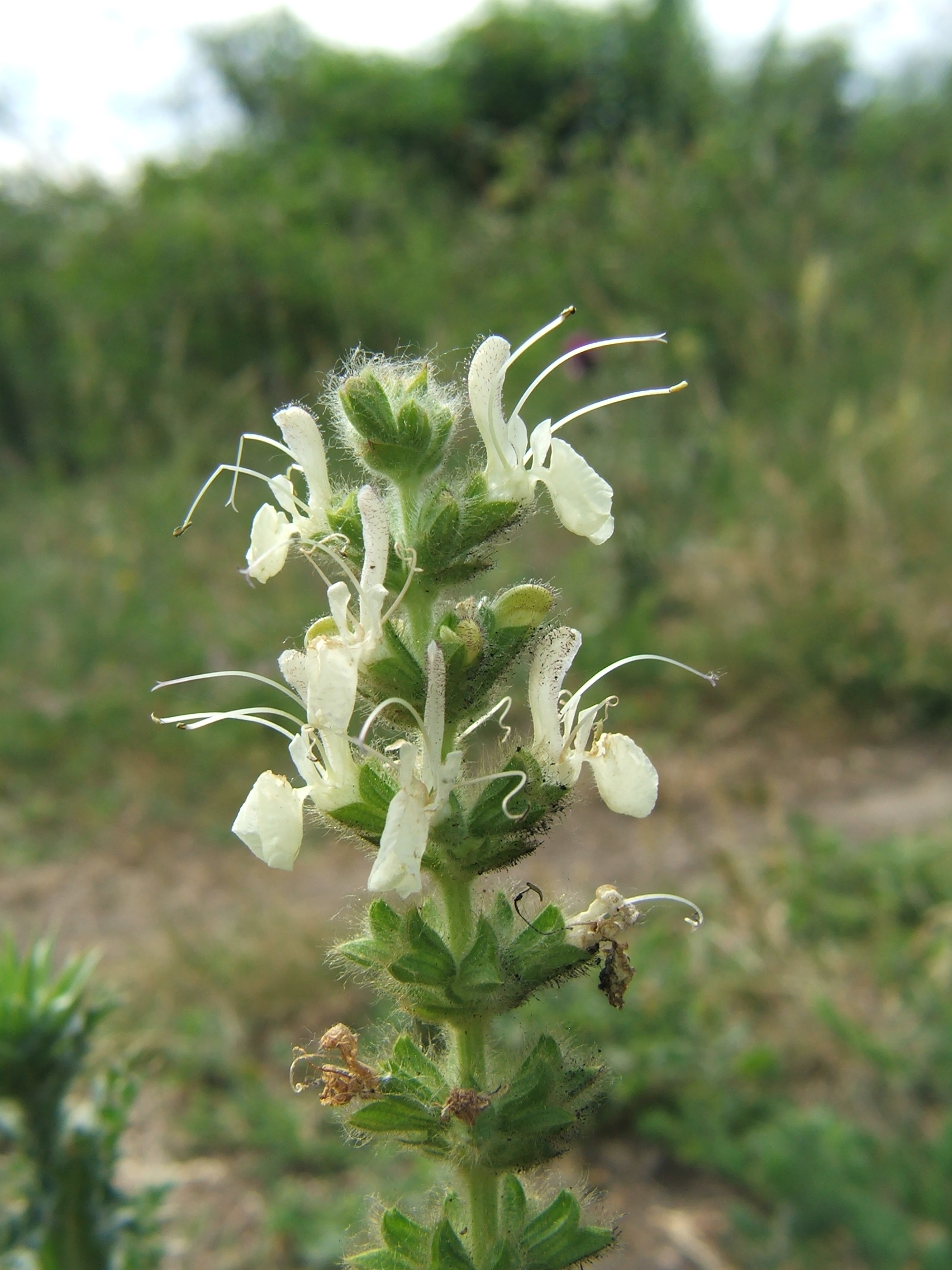
Část květenství

Šalvěj rakouská (Salvia austriaca) je vytrvalá aromatická bylina, vyrůstající z tlustého kořene, která má přímou lodyhu vysokou 40 až 100 cm. Tato v české přírodě vzácná rostlina je v době kvetení nápadná svým až 25 cm dlouhým květenstvím, které vytvářejí stopkaté bílé květy velké až 2 cm.

## Rozšíření
Subkontinentální a submediteránní euroázijský druh rozšířený ve střední, jihovýchodní a východní části Evropy. Její západní hranice přirozeného výskytu prochází Burgenlandem ve východním Rakousku, jižní Moravou a slovenskou Záhorskou nížinou. Ze střední Evropy pak její areál vede východním směrem přes Bělorusko, Maďarsko, státy bývalé Jugoslávie, Bulharsko a Rumunsko až na jih Ukrajiny a území jižního evropského Ruska. Severní hranice rozšíření šalvěje rakouské prochází Běloruskem, kdežto jižní hranice středem Balkánského poloostrova.

## Ochrana
V České republice býval druh vždy vzácný a navíc některé jeho lokality zcela zanikly v důsledku úprav zemědělských pozemků, například jejich scelováním nebo přeměnou ladem ležících v ornou půdu, stejně jako bezohlednou stavební činností. V polovině 20. století byla rostlina známa pouze z několika málo jihomoravských lokalit podél železniční tratě spojující Brno s Vyškovem a z území mezi Čejkovicemi a Velkými Bílovicemi, kde byla nalézána nejvýše v kolinním stupni do nadmořské výšky 250 m n. m. V pozdější době se vyskytovala pouze u železnice mezi stanicemi Křenovice a Újezd u Brna, odkud koncem 1. tisíciletí také vymizela a dále byla v Česku považována za rostlinu vyhynulou.
V roce 2013 byla ale rostoucí šalvěj rakouská nalezena v obcí Nový Šaldorf-Sedlešovice, která se rozkládá na pravém břehu řeky Dyje, v blízkosti Znojma. Její nečekané objevení na přístupné, udržované travnaté ploše poblíž cesty zajistilo její přeřazení z druhu vyhynulého (A1) na druh vyžadující další pozornost (C4b). Takto je nyní hodnocená v „Červeném seznamu ohrožených druhů České republiky, cévnaté rostliny“ z roku 2017; zákonem však i přes svou vzácnost chráněná není.
Není jasno, zda lze objevenou rostlinu považovat za původní nebo se jedná o adventní výskyt, v blízkém okolí tohoto nečekaného nálezu nikdy předtím nebyl její výskyt zjištěn. Nejbližší známá místa, kde roste dlouhodobě a odkud se mohla rozšířit, jsou vzdálena pouhých 10 km v přilehlém Rakousku. Ale ani tamní rostliny pravděpodobně nereprezentují původní druh, vyskytují se totiž na železničním náspu a ve vinohradu, kde šalvěj rakouská mohla prakticky vyrůst až po nedávném zřízení vinice či postavení tratě.

## Ekologie
Roste obvykle na vysychavých stráních stepního charakteru, které mohou být i křovinaté. Pro zdarný růst musí být půda vysýchavá, na živiny bohatá, zásaditá až neutrální a strukturou může být sprašová, písčitá či kamenitá. Rostlina se také vyskytuje na pastvinách, po okrajích polí a polních cest, stejně jako na starších náspech železničních tratí a silnic. Je hemikryptof s fenologickým optimem kvetení od konce dubna do června, občas i do počátku července. Počet chromozómu 2n = 18.

## Popis
Lodyha vyrůstající z přízemní růžice listů je většinou jednoduchá, v dolní části bývá pýřitá a v horní žláznatě chlupatá. Růžice přitisknutá k podkladu je tvořená listy s až 6 cm řapíkem, s vejčitou čepelí dlouhou 11,5 až 20 cm a širokou 6 až 10 cm, která je na bázi uťatá, po obvodě vroubkovaně laločnatá, na lícní straně lysá či roztroušeně chlupatá, na rubové hustě šedopýřitá a je i za květu čerstvá, zelená. Lodyžní listy, v počtu jednoho až dvou párů, jsou přisedlé, trojúhelníkovité, dlouhé 2,5 až 4 cm, široké 1,5 až 2 cm a po okraji pilovité. Výše na lodyze vyrůstají vstřícně špičaté listeny dlouhé 1 až 2 cm a široké 0,8 až 1,2 cm.
Oboupohlavné protandrické pyskaté květy na 0,5 cm stopkách vyrůstají na lodyze po dvou až čtyřech v lichopřeslenech, které skládají klasnaté květenství dlouhé 20 až 30 cm. Kalich květu je asi 1 cm dlouhý, zelený, hustě chlupatý a dvoupyský, horní pysk je kratší než spodní a bývá zašpičatělý či má tři málo zřetelné cípy, dolní pysk má dva cípy široce trojúhelníkové. Koruna bývá bílá, špinavě bílá až žlutobílá, dvoupyská, tlamatá, má rovnou trubku a je dlouhá asi 2 cm, horní přílbovitý pysk je kratší než dolní se třemi nestejnými laloky. V přední části koruny jsou dvě tyčinky s prašníky a v zadní dvě redukované patyčinky, pod semeníkem je žláznatý val se čtyřmi nestejně velkými laloky, niťovitá čnělka je zakončená dvouramennou bliznou a společně s tyčinkami ční ven z květu.
Hmyzem opylené květy vytvářejí eliptické plody, hnědě zbarvené, asi 2 cm velké tvrdky. Ty se rozpadají na čtyři asi 3 mm velká semena (plůdky) hnědé barvy, která pomáhají mravenci šířit po blízkém okolí. Za vlhka jsou semena lepkavá a dokáži se přichytit i na srst zvířat, semena vypadaná z květů na zem jsou roznášena i povrchovou vodou.